# National Board of Review Awards 1989
La 61ª edizione dei National Board of Review Awards si è tenuta il 26 febbraio 1990.

## Classifiche

### Migliori dieci film
- Crimini e misfatti (Crimes and Misdemeanors), regia di Woody Allen
- A spasso con Daisy (Driving Miss Daisy), regia di Bruce Beresford
- Enrico V (Henry V), regia di Kenneth Branagh
- I favolosi Baker (The Fabulous Baker Boys), regia di Steve Kloves
- L'uomo dei sogni (Field of Dreams), regia di Phil Alden Robinson
- Il mio piede sinistro (My Left Foot), regia di Jim Sheridan
- Sesso, bugie e videotape (Sex, Lies, and Videotape), regia di Steven Soderbergh
- Nato il quattro luglio (Born on the Fourth of July), regia di Oliver Stone
- L'attimo fuggente (Dead Poets Society), regia di Peter Weir
- Glory - Uomini di gloria (Glory), regia di Edward Zwick

### Migliori film stranieri
- Un affare di donne (Une affaire de femmes), regia di Claude Chabrol
- Chocolat, regia di Claire Denis
- La lettrice (La lectrice), regia di Michel Deville
- La piccola ladra (La petite voleuse), regia di Claude Miller
- Camille Claudel, regia di Bruno Nuytten

## Premi
- Miglior film: A spasso con Daisy (Driving Miss Daisy), regia di Bruce Beresford
- Miglior film straniero: Un affare di donne (Une affaire de femmes), regia di Claude Chabrol
- Miglior documentario: Roger e io (Roger & Me), regia di Michael Moore
- Miglior attore: Morgan Freeman (A spasso con Daisy)
- Miglior attrice: Michelle Pfeiffer (I favolosi Baker)
- Miglior attore non protagonista: Alan Alda (Crimini e misfatti)
- Miglior attrice non protagonista: Mary Stuart Masterson (Legami di famiglia)
- Miglior regista: Kenneth Branagh (Enrico V)
- Premio alla carriera: Richard Widmark
- Menzioni speciali:
  - Robert Giroux per sei decenni di lavoro a favore del cinema
  - Robert A. Harris per il restauro di Lawrence d'Arabia
  - Andrew Sarris e Molly Haskell